# ツィーレンベルク
ツィーレンベルク  (ドイツ語: Zierenberg, ドイツ語発音: [ˈt͜siːrənbɛrk]) は、ドイツ連邦共和国ヘッセン州北部のカッセル郡に属す小都市である。

## 地理
ツィーレンベルクはハービヒツヴァルト自然公園のホーアー・デルンベルクとグローサー・ベーレンベルクとの間に位置する。市内をヴァルメ川が流れている。

### 隣接する市町村
ツィーレンベルクは、北はブロイナ、東はカルデン、アーナタールおよびハービヒツヴァルト、南西から西はヴォルフハーゲン市と境を接する。中低山地ハービヒツヴァルトの支脈によって隔てられた南側に、ブルクハーズンゲンおよびエルスハウゼンと呼ばれる市区からなる飛び地が存在する。この飛び地は、北と東をハービヒツヴァルト、南をシャウエンブルク、西から北西をヴォルフハーゲン市に囲まれている。

### 市の構成

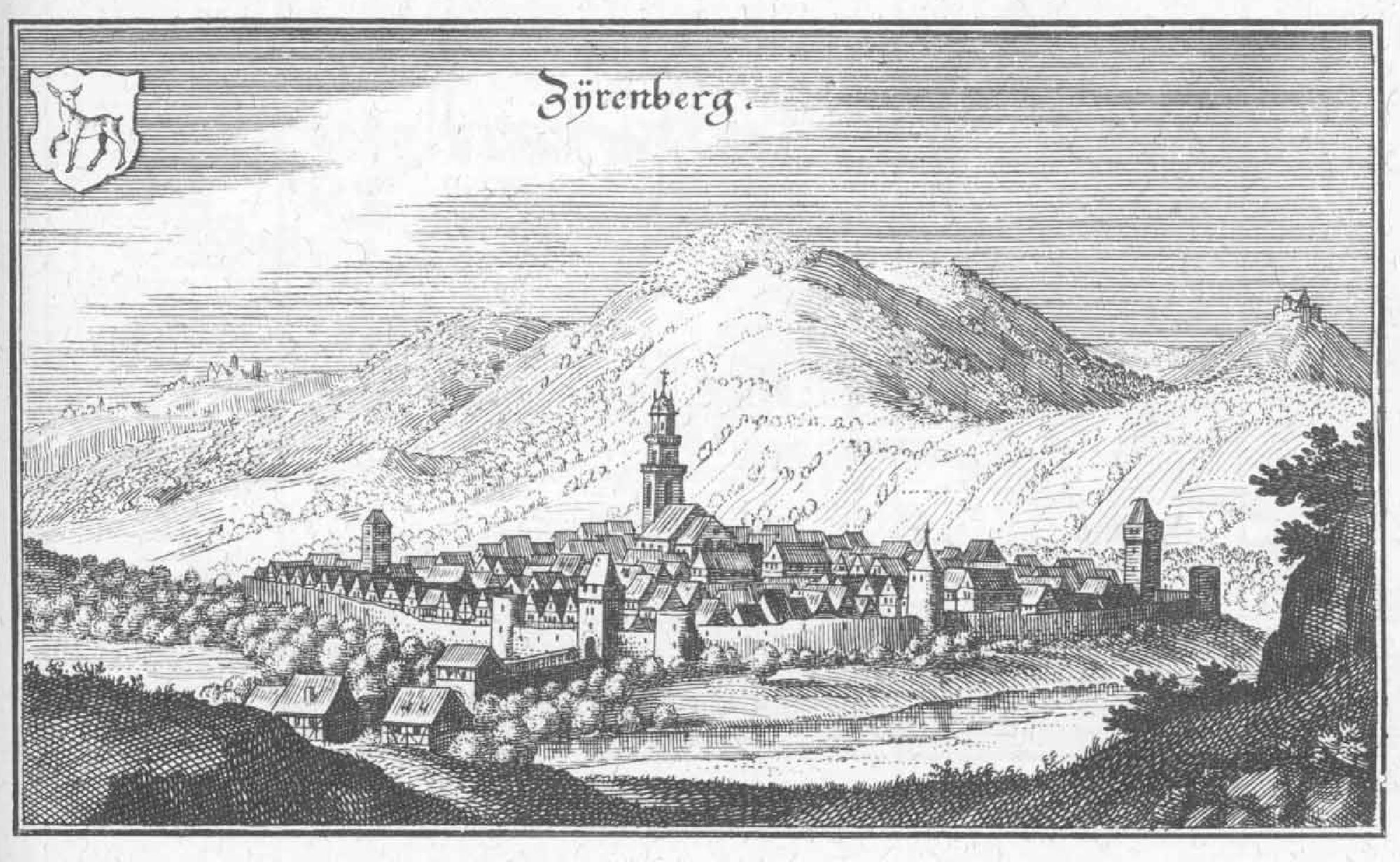
マテウス・メーリアンの銅版画に描かれた1655年頃のツィーレンベルク

- ツィーレンベルク
- オーバーエルズンゲン
- ブルクハーズンゲン
- エルスハウゼン
- エッシェベルク
- ラー
- ホーエンボルン

## 歴史
ツィーレンベルクは13世紀末に建設され、ヘッセン方伯ハインリヒ1世によってヴァルメ川上流域の防衛拠点とされた。1293年に教会の建設が始まった。1298年にツィーレンベルクに都市権が授けられた。1450年頃にハインリヒ・ブラントによって建設された市役所は、ヘッセン州で最も古いゴシック様式の木組み建築の市庁舎である。エッシェベルク城は1530年頃の築城以来フォン・デア・マールスブルク家の居館であった。ツィーレンベルクは、ヘッセン方伯のアムト・ツィーレンベルクの、ヴェストファーレン王国時代はカントン・ツィーレンベルクの行政都市であった。
ヘッセン州の地域改革に伴って、1971年に、それまで独立した町村であったオーバーエルズンゲン、ブルクハーズンゲン、エルスハウゼン、エッシェベルク、ラー、ホーエンボルンがツィーレンベルクに合併した。

## 行政

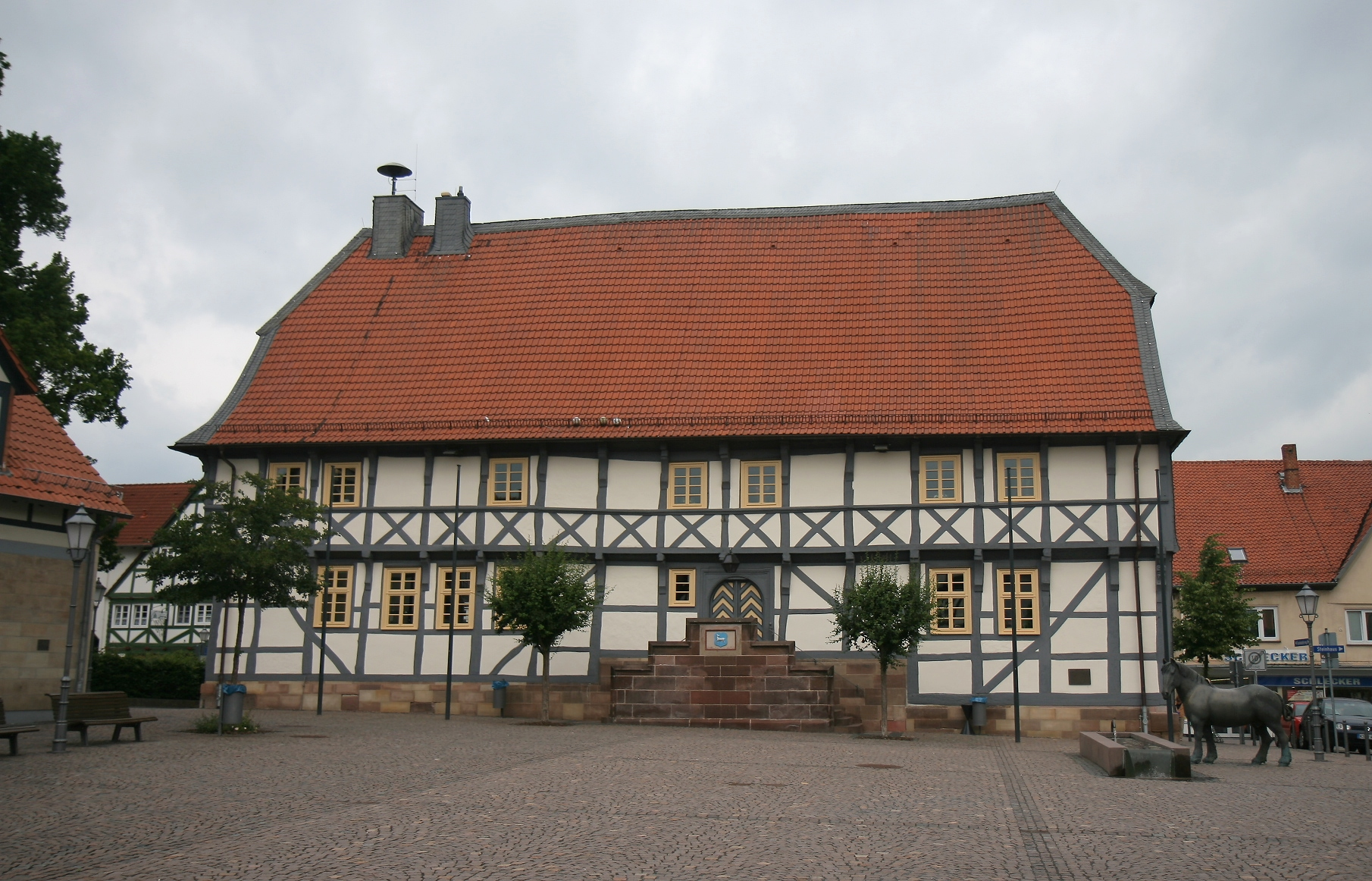
ツィーレンベルクの市庁舎

### 議会
ツィーレンベルクの市議会は 31 議席からなる。

### 市長
シュテファン・デン (SPD) は2008年9月14日の選挙で 50.9 % の票を獲得して当選した。彼は2009年1月1日に前任者のユルゲン・プフュッツェ（無所属）からこの職を引き継いだ。2020年11月1日の選挙ではリューディガー・ゲルメロート (SPD) が 74.09 % の票を獲得して新しい市長に当選した。

### 姉妹都市
- ダンヴィエ（フランス、ムーズ県）
- ガッターティコ（イタリア、エミリア＝ロマーニャ州）
- イヒタースハウゼン(Ichtershausen)（ドイツ、テューリンゲン州）

## 文化と見所
ツィーレンベルクには以下の見所がある。

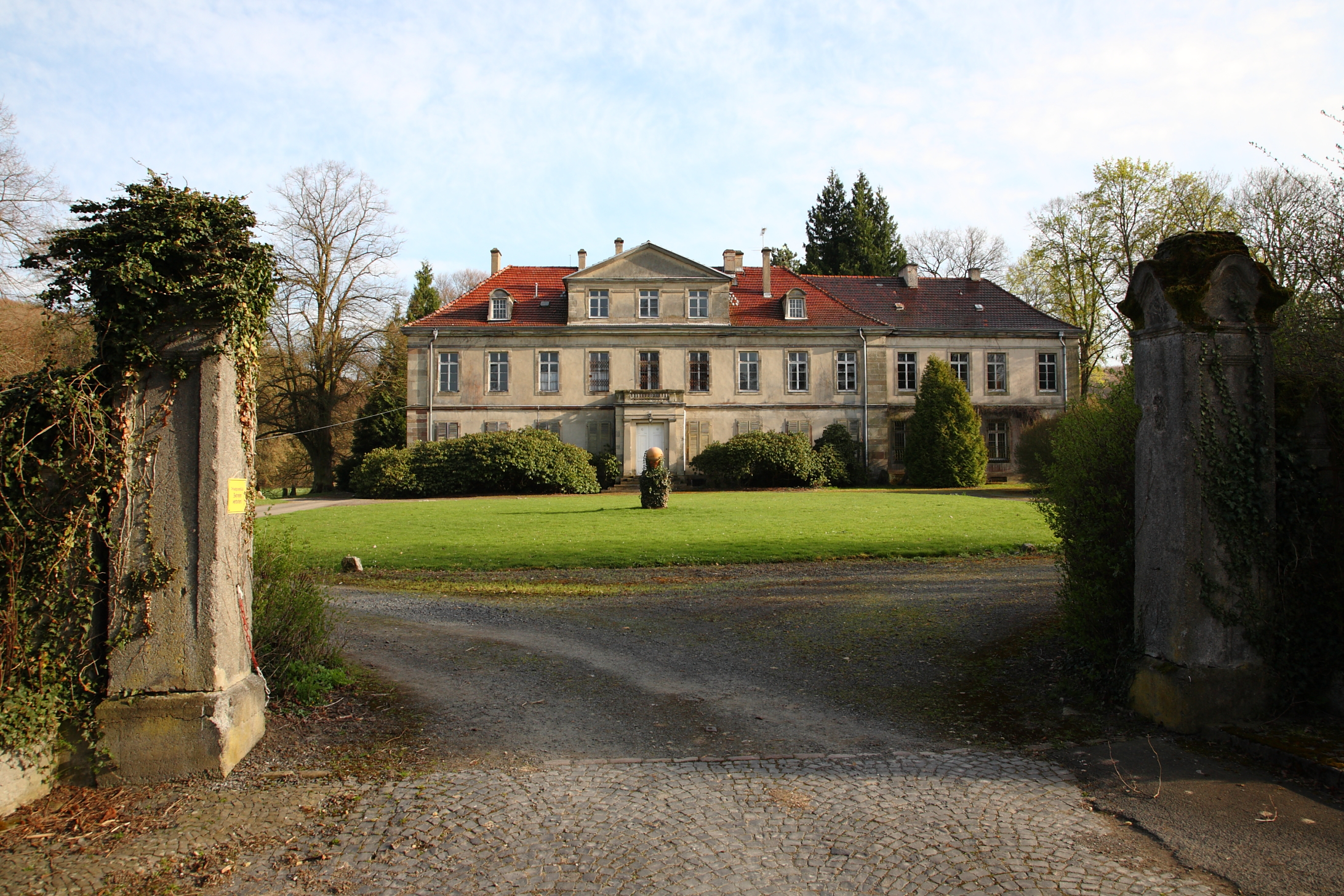
ラー城

- ホーアー・デルンベルクのブルーメンシュタイン城趾
- ファルケンベルクのファルケンベルク城趾
- グローサー・グーデンベルク城趾
- クライナー・グーデンベルク城趾
- マールスベルクのマールスブルク城
- シャルテンベルクのシャルテンベルク城趾
- ツィーレンベルクのやや南東にあるグローサー・ベーレンベルク
- ツィーレンベルクのやや南西にあるホーアー・デルンベルク
- ブルクハーズンゲン地区のハーズンゲン修道院
- ツィーレンベルクの市庁舎、1450年に建設されたヘッセン州で最も古いゴシック様式の木組み建築による市庁舎である。
- エッシェベルク地区のエッシェベルク城
- ラー地区のラー城
- グローサー・シュレッケンベルクのシュレッケンベルク塔

## 経済と社会資本

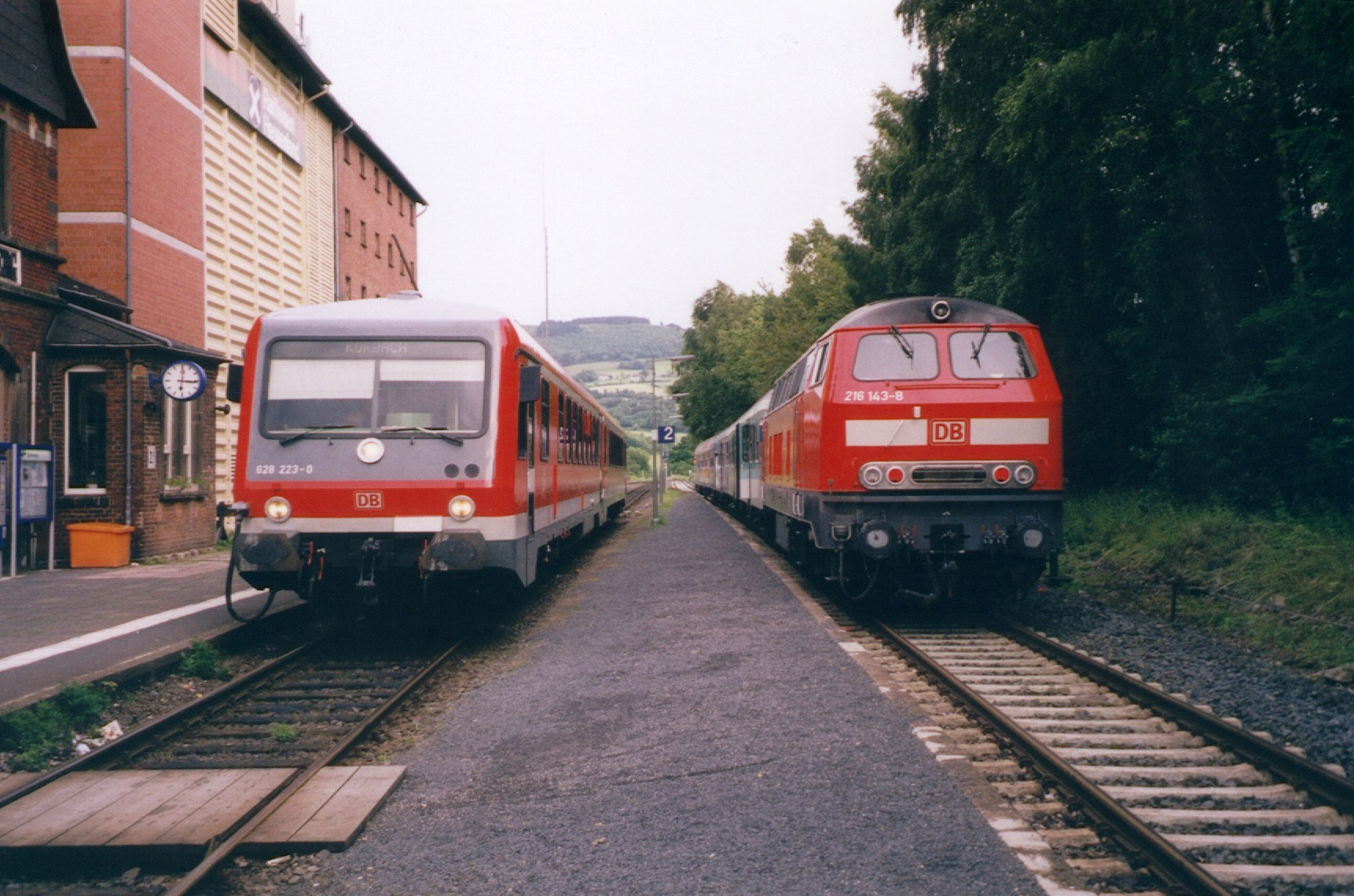
ツィーレンベルク駅

### 交通
ツィーレンベルクは、おおむね1時間ごとに運行されている鉄道コルバッハ - カッセル線沿いに位置する。この路線は、2006年12月10日からヴォルフハーゲンとカッセルの間で運行している北ヘッセン・レギオトラム網の一部となっている。また、アウトバーンA44号線（ドルトムント - カッセル）がツィーレンベルクの市境を走っている。ツィーレンベルク・インターチェンジは連邦道B251号線経由でブルクハーズンゲン地区からアクセスできる。

## 引用
1. ↑  Hessisches Statistisches Landesamt: Bevölkerung in Hessen am 31.12.2023 (Landkreise, kreisfreie Städte und Gemeinden, Einwohnerzahlen auf Grundlage des Zensus 2011)]
2. ↑  Max Mangold, ed (2005). Duden, Aussprachewörterbuch (6 ed.). Dudenverl. p. 851. ISBN 978-3-411-04066-7
3. ↑  R. Bremer: Hessens ältestes Fachwerkrathaus wird 550 Jahre alt. In: Mitteilungen des Vereins für Hessische Geschichte und Landeskunde N.F. 36, 2000, pp. 3–8.
4. ↑  2011年3月27日の市議会議員選挙結果
5. ↑  “Bürgermeisterwahl Stadt Zierenberg am 01.11.2020”. 2022年3月10日閲覧。